# Сологуб, Леонид Романович
Сологуб (Салогуб) Леонид Романович (16 апреля 1884, Ейск, Ейский отдел, Кубанская область — 17 июля 1956, Гаага, Нидерланды) — русский художник и архитектор.

## Предки
Шестнадцатого апреля 1884 года у «прямого потомка запорожцев — выходцев из Литвы», ейского 2-й гильдии купеческого сына Романа Степановича Салогуба и его законной жены Екатерины Семеновны родился и был крещен 21 апреля в Николаевской церкви города Ейска мальчик, названный Леонидом.
Наиболее древним представителем этой ветви рода Сологубов является Дамиан Данилов Салогуб (1742 — 03.11.1816), войсковой житель слободы Лиман, что в 9 верстах от города Старобельска. Его сын, Конон Демьянов Салогуб († в 1841 г. в г. Старобельске Харьковской губернии), был причислен в 1841 г. к купцам 3-й гильдии города Старобельска из казенных крестьян слободы Лиман. Старший сын К. Д. Салогуба, Терентий Кононов Салогуб (1793, место рождения неизвестно — 12.10.1873, Ейск Кубанской области), прадед Л. Р. Сологуба, был одним из первопоселенцев портового города Ейска. Согласно «Ведомости о частных строениях окончательно возведенных в портовом городе Ейске с 1-го января по 1-е мая 1851 года» ейский мещанин, впоследствии купец 3-й гильдии, Терентий Салогуб являлся владельцем полутораэтажного деревянного дома на землебитном фундаменте под № 8 по Михайловской улице. С 1890 года его внук, отец художника, Р. С. Салогуб являлся купцом 2-й гильдии г. Ейска. Изменение написания фамилии с «Салогуб» на «Сологуб» было произведено Л. Р. Салогубом не ранее 1911 года.

## Обучение и довоенный период творчества (1898—1914)
В 1898 году Р. С. Салогуб разрешил сыну оставить обучение в Московской практической академии коммерческих наук и перевел его в не менее известное Московское училище живописи, ваяния и зодчества. В мае 1902 г. Л. Р. Сологуб окончил его курс по наукам общеобразовательных классов. В июне того же года он поступил на архитектурное отделение Высшего художественного училища при Императорской Академии художеств в Санкт-Петербурге. В 1909 г. Л. Р. Сологуб получил первую премию за проект здания купеческого банка в г. Харькове, а 22 мая 1910 г. успешно завершил обучение, получив звание художника-архитектора и заграничное пенсионерство (1911 г.) за представленный Совету Академии проект здания Государственной Думы. В этом же году он участвует в выставке «Бубнового валета» вместе с М. Ф. Ларионовым, Н. С. Гончаровой, И. И. Машковым и П. П. Кончаловским, 21 декабря 1910 г. Л. Р. Сологуб был избран действительным членом Санкт-Петербургского Общества Архитекторов.
В 1911 г. Л. Р. Сологуб возвращается из-за границы «для представления на конкурс памятника Дома Романовых — исполненного мною проекта удостоенного первой премии, а равно и проекта памятника Императору Александру II, имеющему быть в ноябре сего года».
За проект памятнику императору Александру II в Санкт-Петербурге Л. Р. Сологуб был удостоен четвертой премии совместно со скульпторами И.Лавровым и В.Лишевым, помимо этого Л. Р. Сологуб и оба скульптора получили также четвертую премию за модель памятника императрице Марии Федоровне.
В 1912 г. Л. Р. Сологубом при своей студии было основано Объединение живописцев, архитекторов и скульпторов «Мастерская трех искусств», которое вошло в «Союз деятелей искусств». Целью создания «Мастерской трех искусств» было «установление духовной и материальной связи между Архитекторами, Скульпторами и Живописцами, основанной на взаимном братском общении и на применение своих художественных сил при всевозможных постройках — домов, церквей, театров, выставок и пр.»
В 1912—1913 гг. Л. Р. Сологуб работает над двумя архитектурными проектами военного направления (здания казарм Лейб-Гвардии стрелкового артиллерийского дивизиона в Стрельне и памятник артиллеристам 12-й батарейной роты на Шевардинском редуте Бородинского поля), а также активно участвует в выставках «Мира искусства» в качестве графика и акварелиста и в коллективном проекте «Дворца искусств» в Санкт-Петербурге.
Первым масштабным реализованным проектом молодого архитектора стало возведение временных деревянных павильонов для юбилейной выставки Костромского губернского земства, посвященной 300-летию Дома Романовых (19—20.05.1913). Помимо этого, совместно с архитекторами Рогильсоном, Бартом, Рухлядевым и Овсянниковым он получил первую премию в 2 тысячи рублей за проект памятника в ознаменование 300-летия дома Романовых в г. Костроме, однако памятник стал возводиться по проекту, получившему вторую премию (скульптор А. Г. Адамсон, архитектор С. А. Власьев).
В 1913 г. Л. Р. Сологуб получил первую премию на конкурсе проектов по реконструкции Михайловского дворца в Санкт-Петербурге, однако, как и в случае с костромским памятником, в силу независящих от него обстоятельств, работы были проведены по проекту председателя конкурсной комиссии — учителя Л. Р. Сологуба, академика Л. Н. Бенуа. По данным «Алфавитного указателя жителей Петербурга, Гатчины, Красного Села, Кронштадта на 1913 год» Л. Р. Сологуб жил в доме № 20 по 3-й линии Васильевского острова. Этот красивый четырехэтажный (с 1914 г. — пятиэтажный) доходный дом принадлежал Л. Н. Бенуа и был построен (1898 г.) и декорирован по его эскизам.
Последними предвоенными работами Л. Р. Сологуба стали проект жилого пятиэтажного дома для рабочих Экспедиции заготовления государственных бумаг (получил вторую премию на конкурсе) и здание санатория для художников имени М. В. Крестовской в местечке Мариоки, построенное им по собственному проекту.

## Первая мировая война (1914—1918)
С началом Первой мировой войны Л. Р. Сологуб поступил на военную службу в качестве вольноопределяющегося 1-й батареи Лейб-Гвардии стрелкового артиллерийского дивизиона и спустя год, будучи уже в звании младшего фейерверкера, был награждён Георгиевским крестом 4-й степени № 195852 «за то, что 13.02.1915 г., находясь на наблюдательном пункте командира батальона, под сильным огнём тяжелой артиллерии противника, составлял артиллерийскую панораму для стрельбы батареи, которая дала возможность не прекращать огня батареи во время перемены наблюдательного пункта, чем способствовал успеху в остановке неприятельской атаки артиллерийским огнём».
Приказом Главнокомандующего Северо-Западного фронта 26.04. 1915 г. Л. Р. Сологуб был произведен в прапорщики, между январем и июнем 1916 г. — в подпоручики. Л. Р. Сологуб закончил войну поручиком (по данным составленной в эмиграции Н.Гранбергом рукописной «Истории Лейб-Гвардии стрелковой артиллерийской бригады»), будучи в декабре 1917 г. освобожденным от воинской повинности и с 21.02.1918 г. уволенным от военной службы по прошению Академии художеств.
Честно и самоотверженно исполняя свой долг артиллерийского офицера, Л. Р. Сологуб в минуты отдыха не расставался с этюдником и красками. Его военные зарисовки, частично опубликованные в журнале «Нива», послужили основой выставки «На войне», состоявшейся в Императорской Академии художеств в Петрограде по поручению Августейшего президента Императорской Академии художеств Её Императорского Высочества Великой Княгини Марии Павловны в декабре 1916 года и насчитывавшей 279 листов. Александр Николаевич Бенуа писал по этому поводу: «…работы архитектора-художника и артиллерийского офицера Л. Сологуба…по духу близки Гаршину и Толстому, а моментами даже наводят воспоминания о самых характерных среди верещагинских картин».
Эту же мысль развивает и автор известной статьи «Художник-воин», посвященной личности и творчеству Л. Р. Сологуба: «Рисунки Сологуба точны, энергичны, и, так сказать, „лаконичны“, как отточенная, сжатая фраза. Ничего лишнего, никакой мелкой орнаментики, никакой „рисовки“ и позы. В них сказывается архитектор, привыкший иметь дело со строгими и благородными линиями монументальных построений. Однако в них нет и тени свойственной архитектуре холодности».
Вставьте сюда текст, который не нужно форматировать

## Гражданская война (1918—1919)
В течение весны и лета 1918 г. Л. Р. Сологуб несколько месяцев работал в архитектурной мастерской А. В. Щусева и в Муниципальном строительном комитете при Московском Совдепе, после чего уезжает в Екатеринодар, где жила его семья.
В январе 1919 г. Л. Р. Сологуб сочетался браком с Анной Николаевной Красильщиковой (1898, Москва — 1936, Париж), младшей дочерью известного предпринимателя Николая Михайловича Красильщикова (1863—1920).
В период жизни в Екатеринодаре Л. Р. Сологуб служил художником в Осведомительно-агитационном отделении Департамента иностранных дел Особого совещания Добровольческой армии.
25 ноября 1919 года у Л. Р. и А. Н. Сологубов родилась дочь Ирина (1919, Екатеринодар или Новороссийск — 2007, Париж), крещенная 1 января 1920 года в Свято-Николаевской соборной церкви Новороссийска.
Существует документально неподтвержденная версия о том, что Л. Р. Сологуб с женой покинул Россию не через Крым, а через Дальний Восток.

## Эмиграция (1919—1956)
Дальнейший путь Л. Р. Сологуба лежал в Константинополь, в 1921—1922 гг. он посетил Грецию и Италию.
С 1921 г. Л. Р. Сологуб избирает местом жительства Нидерланды, в 1922 г. следует развод его с женой. В том же году Л. Р. Сологуб проводит персональную выставку в частной галерее Раймона Дункана (Париж).
В январе-феврале 1924 г. в Гааге Л. Р. Сологуб организует выставку для русских эмигрантов. На ней демонстрировались работы Е. Ширяева, Н. Гончаровой, К. Горбатова, А. Яковлева, М. Яковлева, М. Ларионова, В. Масютина, А. Мильмана, И. Похитонова и многочисленные полотна самого Сологуба. В том же году он выставил в «Осеннем салоне» виды Константинополя. Первого апреля 1924 г. Л. Р. Сологуб был избран действительным членом Московского архитектурного общества.
В последующие пять лет Л. Р. Сологуб предпринял поездку по Италии (1925—1926), провел несколько выставок своих работ в парижском салоне Независимых (1928—1930), принял участие в Международной выставке живописи (1929) и большой выставке русского искусства в Белграде (1930). В 1931 г. художник был избран членом гаагского объединения «Pulchri Studio», а годом позже принял участие в Выставке русского искусства в галерее «La Renaissance» в Париже и провел свою персональную выставку в Гааге. После Второй мировой войны несколько живописных работ Л. Р. Сологуба были приобретены королевой Нидерландов.
Л. Р. Сологуб скончался в Гааге 17 июля 1956 года и был похоронен на кладбище Westduin.
Ряд работ Л. Р. Сологуба в настоящее время находится в Государственном музее изобразительных искусств им. А. С. Пушкина (Москва), куда они были переданы его дочерью.